# Nagypeszek
Nagypeszek (szlovákul Veľky Pesek)  Peszektergenye településrésze, korábban önálló falu Szlovákiában, a Nyitrai kerület Lévai járásában.

## Fekvése
Lévától 22 km-re délkeletre, a Szikince völgyében fekszik.

## Története
1984-ben egy terepbejárás alkalmával a kálvinista temető közelében Nevizánszky Gábor és Ladislav Bánesz 10-11. századi településnyomokra bukkant.
1295-ben "Pesceth" alakban említik először, a Hontpázmány nemzetség birtoka volt. A 16. században a zselizi uradalom részeként a Dersfi család birtoka. A 19. században előbb az Eszterházy, majd a Breuner család tulajdona. Az Eszterházy családnak hatalmas szőlészete volt itt, szüretei messze földön híresek voltak. 1850 körül Nagypeszek 507 lakosából 410 református vallású. Lakói főként mezőgazdaságból, szőlőtermesztésből és juhtenyésztésből éltek.
Vályi András szerint "Nagy Peszek, Kis Peszek. Két falu Hont Vármegyében, Kis Peszeknek földes Ura Gr. Berényi Uraság, fekszik Füzes Gyarmathoz nem meszsze, mellynek filiája; Nagy Peszeknek pedig földes Ura Gróf Eszterházy Uraság, ez fekszik Nemes Oroszinak szomszédságában, mellynek filiája, lakosai katolikusok, és reformátusok, határbéli földgyeik közép termékenységűek, Kis Peszeknek legelője szoros, fájok van mind a’ kétféle, szőlőhegyei jó borokat teremnek, második osztálybéliek."
Fényes Elek szerint "Nagy-Peszek, magyar f., Honth vmegyében, Bars vmegye szélén; 82 kath., 15 evang., 410 ref. lak. Ref. anyaszentegyház. Nagy juhtenyésztés. F. u. gr. Eszterházy Jánosné. Ut. p. Zeliz."
Hont vármegye monográfiájában "Nagypeszek, Bars vármegye határához közel fekvő magyar kisközség, 131 házzal és 620 ev. ref. és róm. kath. vallású lakossal; vasúti állomása és távirója Zseliz, postája Tergenye. Nagypeszek nevével 1324-ben találkozunk először az oklevelekben. A XVI. században a Dersfiek zselizi uradalmához tartozott. A mult század elején gróf Esterházy volt a földesura; jelenleg gróf Breuer örököseinek van itt nagyobb birtokuk. Az itteni ev. ref. templom 1750-ből való. Nagypeszek faluhoz tartozik az Ágota-major."
A trianoni békeszerződésig Hont vármegye Vámosmikolai járásához tartozott. Nagypeszeket és Tergenyét 1960-ban egyesítették.

## Népessége
1910-ben 643, túlnyomórészt magyar lakosa volt.
2001-ben Peszektergenye 629 lakosából 358 szlovák és 254 magyar volt.

## Nevezetességei

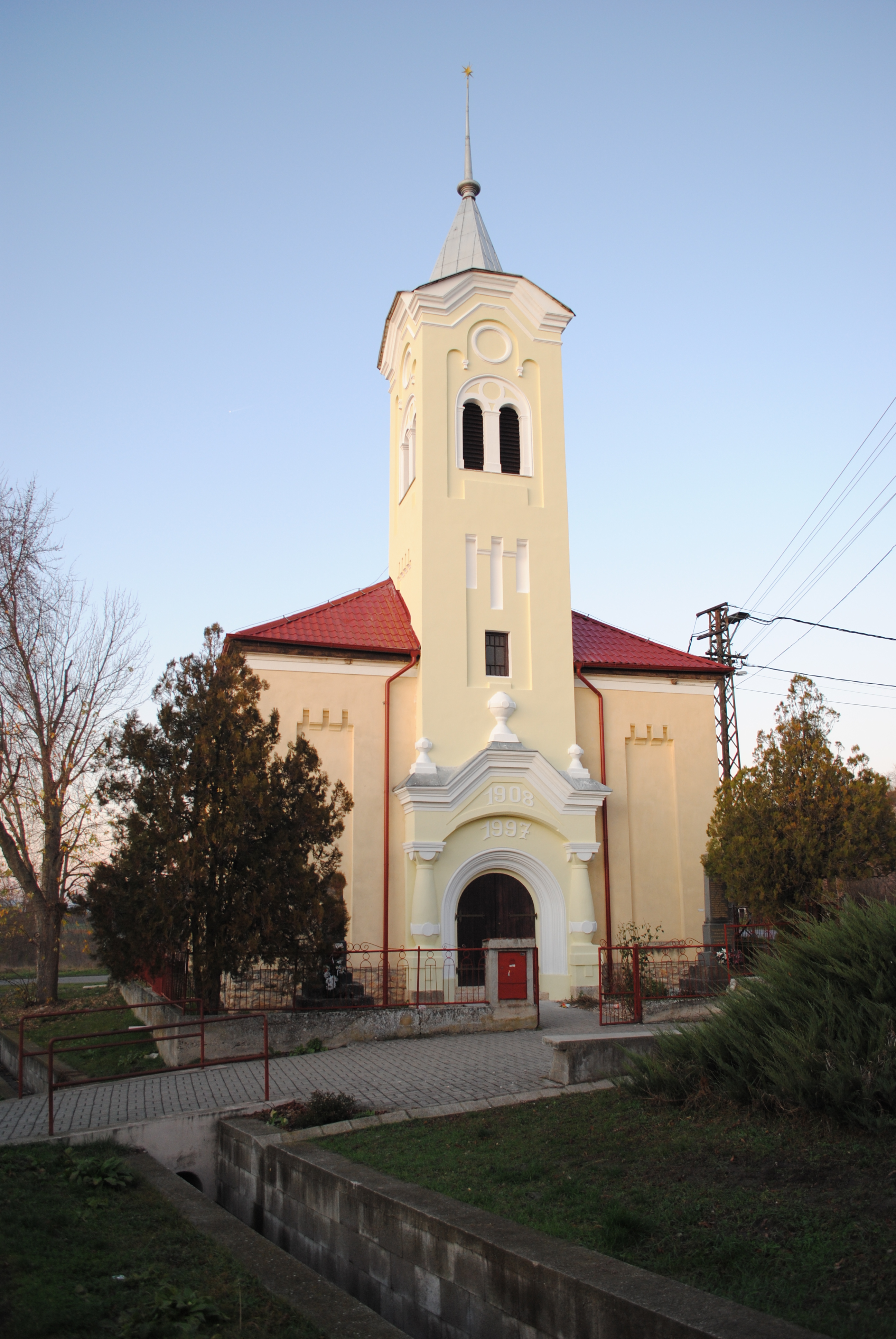
A nagypeszeki ref. templom

- Nagypeszek református temploma 1750-ben épült barokk stílusban, 1908-ban átépítették. Más források szerint előbb fatemploma volt, majd 1791-ben kőtemplomot építettek.[5]

## Neves személyek
- Az itteni Eszterházy-uradalom gyakori vendége volt a híres zeneszerző, Franz Schubert is, aki a hagyomány szerint itt írta a Müller-dalokat.
- Itt született 1904. december 5-én Tóth Kálmán református lelkész.[6]
- Itt született 1881-ben Bálint Aladár író, újságíró.
- Itt született 1922-ben Lovicsek Béla szlovákiai magyar író.

## Külső hivatkozások
- Községinfó
- Peszektergenye Szlovákia térképén[halott link]
- Alapinformációk